# Dongle
Dongle是一種近似於適配器或轉換器的電子硬件產品，其作用在於為電腦、電話等裝置提供額外的功能。與適配器相比之下，Dongle更傾向於以輕巧、迷你為主，方便使用者攜帶、即時連接上裝置及即時從裝置上移除，即是所謂的即插即用。

## 字源
「Dongle」一字最初出現的地方暫時無從考究，而根據牛津英文辭典對於此字的紀錄，可以得知最早出現於1981年的「新科學人」中，當時對於辭彙的解說是用於運行受保護軟件的小型裝置。若沒有相關裝置的話，一些受保護的軟件則無法正常運作。至於另外的一種解說是可以為電腦、智慧型電話、列印機等電子產品帶來額外的功能，尤其是無線網絡功能，可視作、也可翻譯成適配器。在1990年的「CU Amiga」中提及到「Dongle」會為當時的裝置帶來不同的模式。

## 功能

### 增加無線網絡/藍芽

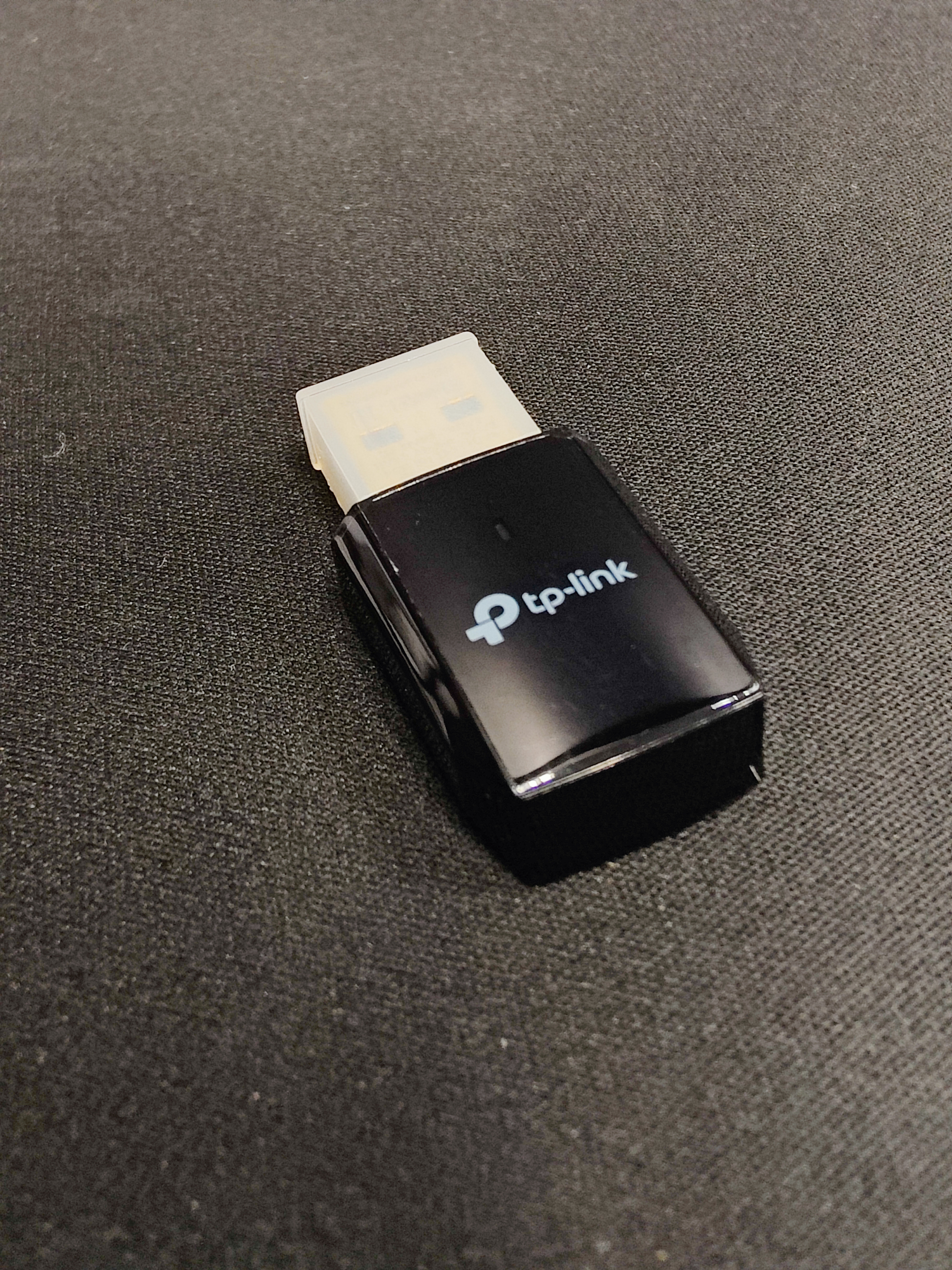
TP-LINK生產的無線網絡Dongle

以桌面型電腦為例，一些相對較舊的主機主板並不配置有無線及藍芽，因此需要在主板上的PCI插槽加入適配器。相反地，Dongle只需插入到USB插口中，大多數情況下即可使用，不過亦有情況是需要手動安裝驅動才能正常運作，若無需使用時則直接拔掉即可。相比傳統適配器，Dongle省去了需要先斷開主板的電源才能安裝該功能的步驟。

### 進行螢幕投影
傳統的螢幕配有幾種的顯示接口，常見的有VGA丶HDMI丶DP，如需將裝置上所顯示內容同步到螢幕上，則要各種不同協議的線材，但有時使用者可能有即時的需要卻沒有對應線材，又或者不肯定裝置是用哪種協議，Dongle可解決此等情況。若果螢幕屬於智慧型顯示器，該類顯示器大多數會有信號接收功能，使用者只要將能發射影音信號的Dongle與裝置連接，即可把顯示內容投射到顯示器上。

### 接口轉換

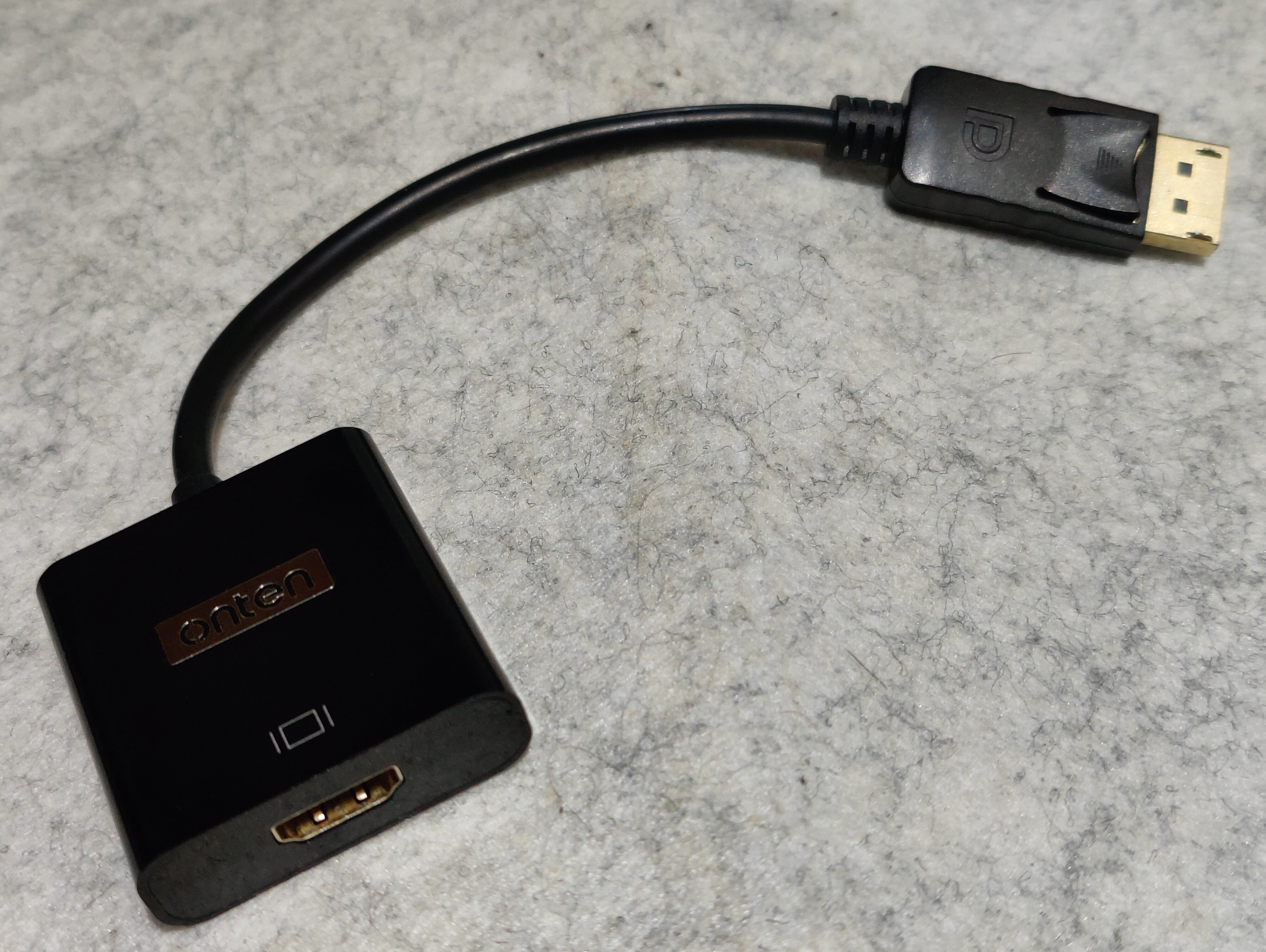
由ONTEN生產的DP到HDMI轉換Dongle

電子產品各類充電用、顯示器用、連接上外部儲存器用的線材都有著各類不同的接口，以充電線材為例，有智慧型電話用的充電線為Type-C插口，亦有Micro-B插口。在使用者更換電話時會遇上接口已經不一樣的狀況，然而舊的充電線仍能使用，扔掉會造成一定的浪費。為了避免浪費，用戶可以購買有接口轉換功能的Dongle，像是Micro-B轉換至Type-C，讓現有的充電線能夠繼續使用。

### 授權軟件及軟件功能使用
由於盗版的出現，令軟件生產商的利益受損，開發人員因而發展能夠授權軟件功能使用的Dongle。該類軟件能在網上下載，但在某些功能上會遭到限制，如用戶要解除相關的限制，則需購買經生產商另外製造的Dongle，讓系統識別用戶是否已獲得授權去使用該軟件。另外，有開發人員會直接將整套軟件及功能鎖定在Dongle上，以防止被未購買授權的人盗用。

### 更多的功能
除顯示、充電、藍牙功能外，有Dongle可以用作連接滑鼠、鍵盤、耳機、麥克峰、指紋識別等，到不同電子設備上。

## 問題

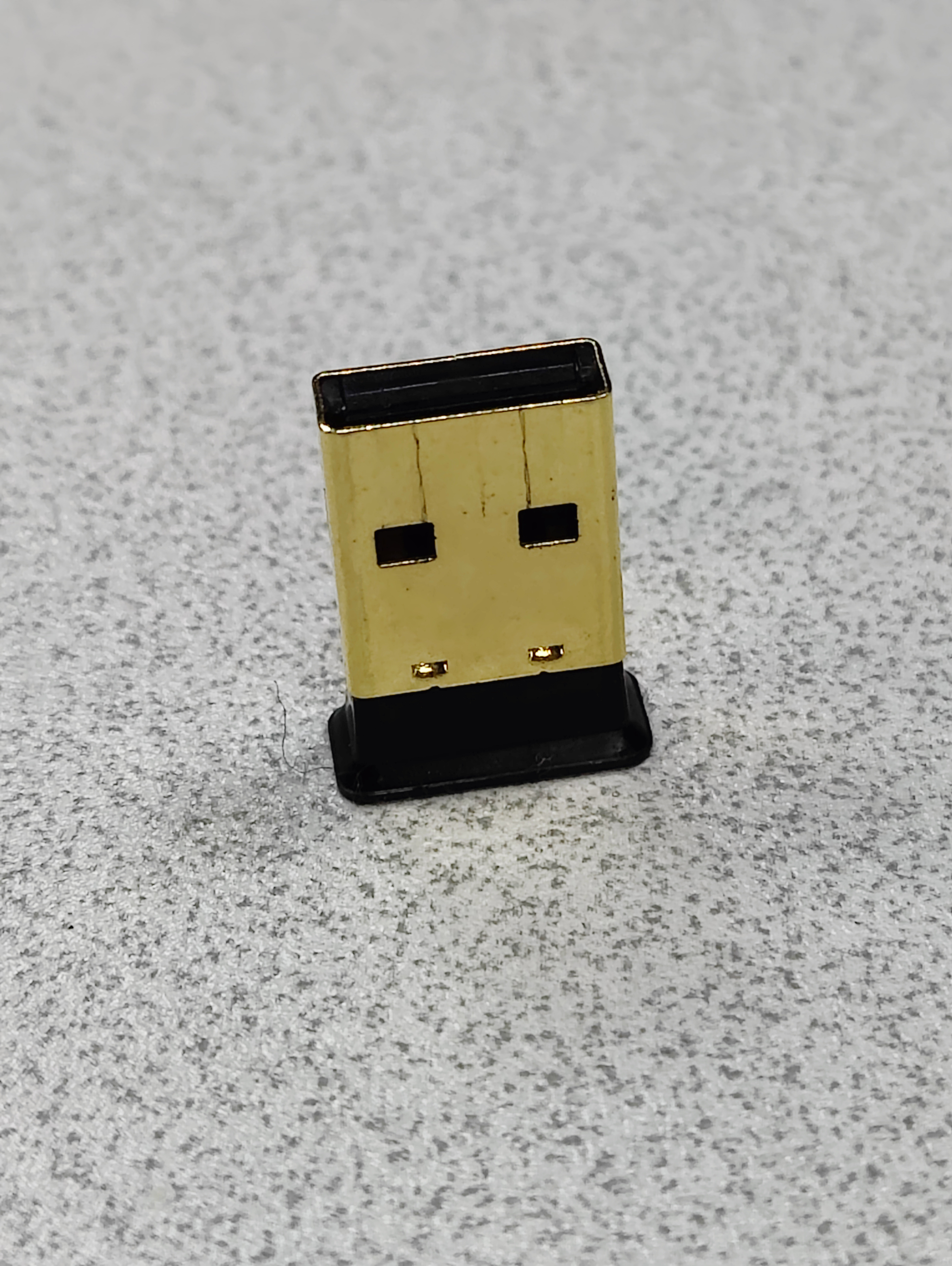
一個藍牙的Dongle，但欠缺品牌名稱。

Dongle雖然以輕便的形式展現，卻存在著穩定、兼容、性能等的問題。由於市面上充斥著各類的Dongle，當中更是沒有刻印品牌，如產品品質差，便會很容易損壞。在穩定方面，遇上信號受到干擾的時候，會影響用戶的使用感觀，以顯示器投射為例子，使用者會覺得顯示的內容模糊、同步遲頓、畫面出現閃爍。至於兼容方面，有些Dongle在安裝其驅動程序前是無法實現即插即用，甚至不是每一個系統都有相應的驅動程序可供使用者使用。